# Новонадирово
Новонади́рово (рос. Новонадырово, башк. Яңы Нәдир) — присілок у складі Ілішевського району Башкортостану, Росія. Входить до складу Базітамацької сільської ради.
Населення — 134 особи (2010; 136 у 2002).
Національний склад:
- башкири — 59 %
- татари — 40 %